# Cynisca haugi
Cynisca haugi là một loài bò sát trong họ Amphisbaenidae. Loài này được Mocquard mô tả khoa học đầu tiên năm 1904.